# Trollius sibiricus
Trollius sibiricus är en ranunkelväxtart som beskrevs av Schipczinsky. Trollius sibiricus ingår i släktet smörbollssläktet, och familjen ranunkelväxter. Inga underarter finns listade i Catalogue of Life.